# Рундук (архитектура)

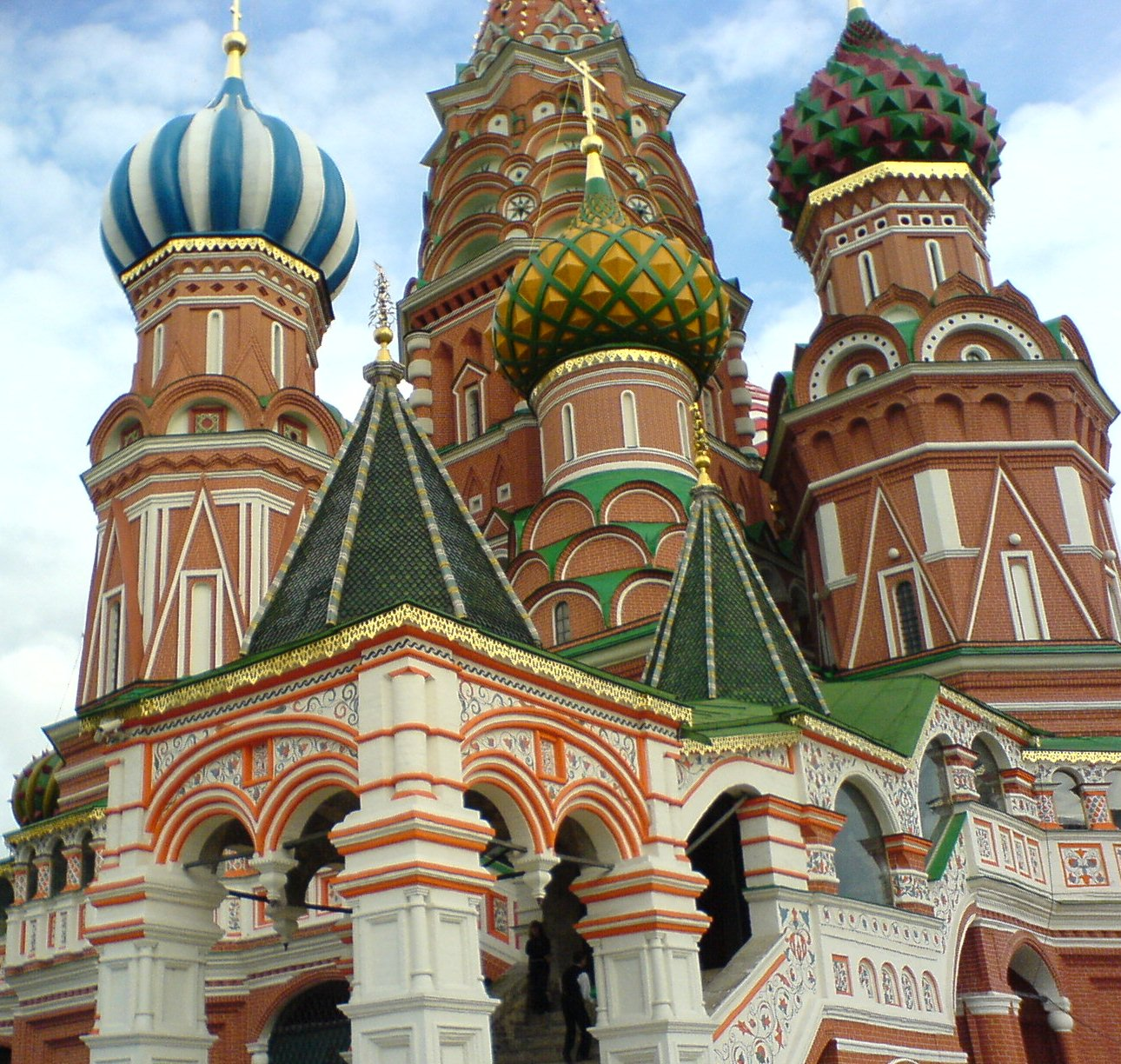
Крыльцо храма Василия Блаженного имеет два рундука, покрытых шатрами

Рундук — в русском деревянном зодчестве площадка крыльца, пристроенного к дому; мощёное возвышение, а также сень, навес над таким крыльцом.

## В хозяйственных постройках
«Рундук свесом» — нависающее крыльцо, площадка, устроенная на выступающих концах брёвен деревянного сруба, характерен для северорусских амбаров. Иногда именуется «кошель».

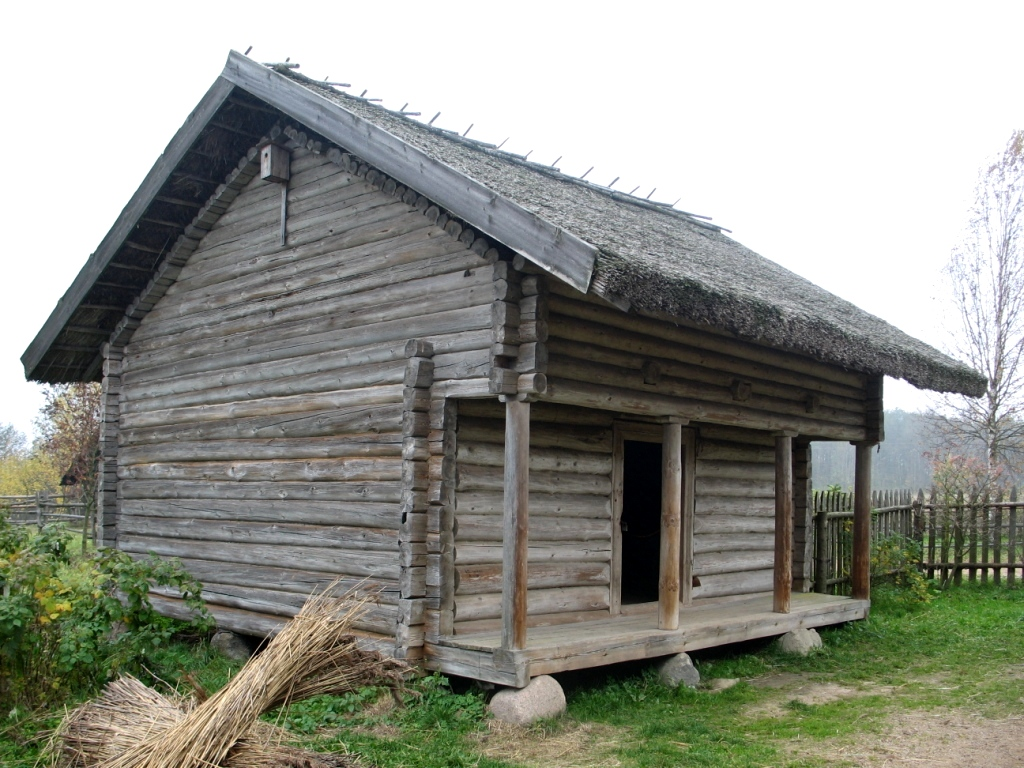
Амбар с рундуком — навесом над предмостьем.